# Panthera onca arizonensis
Panthera onca arizonensis és una subespècie del jaguar (Panthera onca). Es trobava des del sud-oest dels Estats Units (Arizona i Nou Mèxic) fins a Sonora (nord-oest de Mèxic). A Arizona va arribar a viure al Gran Canyó del riu Colorado i, fins i tot, alguns exemplars van penetrar a Califòrnia (el darrer registre tingué lloc a Palm Springs el 1860).
Els dos últims exemplars d'aquesta subespècie havien estat exterminats a Arizona en els anys 1971 i 1986. No obstant això, alguns jaguars van ser vistos recentment a Arizona, com «El Jefe».